# آسف (فلم)
آسف فيلم جزائري للمخرج عبد الرحمن حراث وقد تم تصوير الفيلم في مدينة عنابة وانتهت مدة تصوير الفيلم قرابة سنة وعرض عام 2016 م ويبلغ مدة الفيلم حوالي 102 دقيقة

## موضوع الفيلم
يروي الفيلم أحداث أكتوبر 88، زمن العشرية السوداء بالجزائر، والاختلافات الإيديولوجية داخل أسرة واحدة، إذ برزصراع بين محمد المنتمي إلى الجيش الوطني، وبلال المتشدد الديني بعد عودة محمد من الخدمة الوطنية مصاب في كتفه يحدث نزاع بينهما في حال أن الاب مصاب بالسرطان ومقبل على الموت، و تكون الأم حائرة بينهما وتجبر على إختيار احدهما ويخرج الفيلم نوعا ما عن نمطيات الأفلام الكلاسيكية ويمزج بين الخيال والواقع، قصة الحب التي تجمع البطلة زينة بالبطل رامي، والتي تدهورت بعد أن دبر أحد أصدقاء رامي مكيدة لهما لتدور أحداث الفيلم حول رغبة البطلة زينة في الانتقام، في الوقت التي تظهر شخصية شهيناز، وهي الحب الجديد في حياة رامي. 

## أدوار
- زينة
- رامي
- شاهيناز

## طاقم العمل
- المخرج : عبد الرحمن حراث
- سيناريو :عبد الرحمن حراث
- موسيقى تصويرية : سعدي محمد زين الدين
- فكرة الفيلم : سعدي محمد زين الدين
- مساعد مخرج : قوبي محمد
- مدير التصوير: لعيسوب إبراهيم
- مساعد مدير التصوير: مهدي حميدة.
- ملصق فيلم : عبد المالك تومي و فارس

## جوائز الفيلم[5]
- احسن اخراج بالايام السينمائية للفيلم القصير بمستغانم
- السنبلة الفضية بالمهرجان الدولي للفيلم القصير بسطيف
- بانورما المهرجان الدولي للفيلم العربي بوهران
- العناب الذهبي لفئة الأفلام القصيرة بمهرجان عنابة للفيلم المتوسطي
- المسابقة الرسمية لمهرجان الإسكندرية السينمائي
- المسابقة الرسمية لمهرجان القدس السينمائي الدولي
- عروض بفرنسا وليكسمبورغ